# Higashichichibu
Higashichichibu (jap. 東秩父村 Higashichichibu-mura) – wieś w Japonii, na wyspie Honsiu, w prefekturze Saitama. Według danych na rok 2020 miejscowość zamieszkiwało 2 709 mieszkańców , a gęstość zaludnienia wyniosła 73,1 os./km².